# René Guillou
Pour les articles homonymes, voir Guillou.
René-Alfred-Octave Guillou (8 octobre 1903 à Rennes - 14 décembre 1958 à Paris 10e) est un compositeur et pianiste français.

## Biographie
Composant très tôt (dès sept ans), Guillou est décrit dans un article de Musical America de 1912 comme un pianiste virtuose et compositeur d'œuvres pour piano, de quatuors et d'une grande messe. Les articles sont élogieux et parlent de prodige et d'« héritier de Mozart ».
Après plusieurs années au conservatoire de sa ville natale, Guillou étudie au Conservatoire de Paris avec Marcel Samuel-Rousseau, Charles-Marie Widor et Henri Büsser. Lors de sa troisième participation au concours pour le Prix de Rome, il remporte le Premier Grand Prix en 1926 avec la cantate L'Autre mère.
Par ailleurs, à partir de 1920, Guillou est le successeur de Jacques de La Presle en tant qu'organiste titulaire au grand orgue de l'église Notre-Dame de Versailles, restauré par Merklin. En 1923, il y tint la partie d'orgue lors d'une représentation de l'oratorio Marie-Madeleine de Jules Massenet. En 1926, il cède le poste à Madeleine Heurtel, nièce de Léon Boëllmann et fille du directeur de l'École Niedermeyer, afin de commencer son séjour à la Villa Médicis à Rome, associé au Prix de Rome.
Durant son séjour à Rome jusqu'en 1930, Guillou compose son Habanera pour violon et orchestre ; en outre, il compose deux symphonies et d'autres œuvres orchestrales, de la musique de chambre et des mélodies.
Au Festival de musique française de Monte-Carlo en 1935, Guillou accompagne la célèbre soprano Elisabeth Schumann, donne des récitals de piano solo et accompagne le Quatuor à cordes de Monte-Carlo dans une interprétation de son Quintette avec piano. Son Élégie, pour cor anglais et orchestre, a également été jouée au festival.
En mai 1946, avec le compositeur Jean Yatove, il parraine François Gilbert, pseudonyme de Gilbert Silly, alors inconnu, pour son admission à la SACEM en tant que compositeur. François Gilbert changera plus tard son pseudonyme en Gilbert Bécaud.
Son frère Ernest Guillou est également compositeur et chef d'orchestre.
René Guillou meurt à Paris en 1958.

## Œuvres
- Les Amants de Vérone, cantate, 1924
- L'Autre mère, cantate, 1926
- Élégie pour alto (ou cor anglais) et piano, 1927
- Habanera pour violon et orchestre, créée en 1927 par les Concerts Lamoureux
- Pièces pour piano, 1927
- Assise pour piano, 1928
- Puisque j'ai mis ma lèvre d'après un poème de Victor Hugo, 1928 à l'Académie de France à Rome
- Mezzogiorno - Midi sur Rome, 1929 au Lyceum Romano
- Andante symphonique pour orgue à tuyaux, 1929
- Cortège de nonnes pour orgue, 1929
- Loetitia Pia pour orgue, 1929
- Nocturne mystique pour orgue, 1929
- Diurnes pour piano, 1929
- Plein air pour piano, 1929
- Quatre pièces pour piano, 1929
- Suite des motifs de terroir pour piano, 1929
- Trois pièces pour violon et piano, 1931
- Quintette pour piano, deux violons, alto et violoncelle, 1932
- Adagio et Suite pour piano et violoncelle, 1934
- Élégie pour cor anglais et orchestre, 1935
- Ballade pour basson et piano, 1936
- Hymne de la Bretagne à Paris, pour l'Exposition Internationale des Arts et Techniques dans la Vie Moderne à Paris, 1937
- Hymne funèbre, avec les Concerts Colonne 1938
- Sonatine pour saxophone alto, cor anglais (ou cor français) et piano, 1946
- Symphonie en la mineur, 1948
- Mon nom est Rolande, Légende pour cor et piano, 1950
- Seconde Symphonie en ut majeur, créé en 1956 avec Pierre-Michel Le Conte à la direction